# Соколовский сельсовет (Нижнеингашский район)
Соколовский сельсовет — сельское поселение в Нижнеингашском районе Красноярского края.
Административный центр — село Соколовка.

## История
Статус и границы сельского поселения установлены Законом Красноярского края от 3 декабря 2004 года № 12-2637 «Об установлении границ и наделении соответствующим статусом муниципального образования Нижнеингашский район и находящихся в его границах иных муниципальных образований»

## Население
| 2010 | 2012 | 2013 | 2014 | 2015 | 2016 | 2017 |
| ---- | ---- | ---- | ---- | ---- | ---- | ---- |
| 1016 | ↘986 | ↘964 | ↘959 | ↘928 | ↘893 | ↘877 |

## Состав сельского поселения
В состав сельского поселения входят 4 населённых пункта:
| № | Населённый пункт | Тип населённого пункта       | Население |
| - | ---------------- | ---------------------------- | --------- |
| 1 | Михайловка       | деревня                      | 173       |
| 2 | Покровка         | деревня                      | 132       |
| 3 | Соколовка        | село, административный центр | 600       |
| 4 | Успенка          | деревня                      | 111       |

## Местное самоуправление
Соколовский сельский Совет депутатов
Дата избрания: 14.03.2010. Срок полномочий: 5 лет. Количество депутатов: 10
Глава муниципального образования
- Баженков Андрей Михайлович. Дата избрания: 14.03.2010. Срок полномочий: 5 лет